# Piazza Bellini (Nápoly)
A Piazza Bellini Nápoly egyik fontosabb tere. 1543-ban alakult ki, amikor Don Pedro de Toledo alkirály kibővítette a városfalakat, a városhoz csatolva egykor a falakon kívül eső lakott területeket. Végleges formáját a 18. században nyerte el. A tér két legjelentősebb épülete a Palazzo Conca és a Palazzo Firrao. 